# Wapen van Heeg

Wapen van Heeg

Het wapen van Heeg is het dorpswapen van het Nederlandse dorp Heeg, in de Friese gemeente Súdwest-Fryslân. Het wapen werd in 1990 geregistreerd.

## Beschrijving
De blazoenering van het wapen luidt als volgt:
In azuur een aal van goud, geplaatst in omgekeerde S-vorm en een vrijkwartier doorsneden van keel en zilver, beladen met een lelie van het een in het ander.
De heraldische kleuren zijn: azuur (blauw), goud (goud) en zilver (zilver).

## Symboliek
- Blauw veld met vrijkwartier: gebaseerd op de vlag van Heeg welke reeds langer bekend is.[3]
- Paling: verwijst naar de visvangst. De gouden kleur duidt op de opbrengsten van de visserij.[3][2]
- Fleur de lis: ontleend aan het wapen van Wymbritseradeel, de gemeente waar het dorp eertijds tot behoorde.[3]

Het wapen van Wymbritseradeel.

## Zie ook

Vlag van Heeg